# Porto Open 2001
Il Porto Open 2001 è stato un torneo di tennis giocato sulla terra rossa. È stata la 1ª edizione del torneo, che fa parte della categoria Tier IV nell'ambito del WTA Tour 2001. Si è giocato a Porto in Portogallo, dal 2 all'8 aprile 2001.

## Campionesse

### Singolare
Arantxa Sánchez-Vicario ha battuto in finale  Magüi Serna con il punteggio di 6–3, 6–1

### Doppio
María José Martínez /  Anabel Medina Garrigues hanno battuto in finale  Alexandra Fusai /  Rita Grande con il punteggio di 6–1, 6–7 (5–7), 7–5